# Líder de la Oposición (Singapur)
En la República de Singapur, el Líder de la Oposición (en inglés: Leader of the Opposition), abreviado como LO, es un cargo parlamentario oficial, conferido al parlamentario electo que lidera el partido opositor con mayor número de escaños elegidos en el Parlamento de Singapur. Lidera el partido más grande que no se encuentre en el gobierno o, en caso de que el gobierno lo ocupe un solo partido, por convención el cargo será ocupado por el líder del segundo partido con más escaños.
El primer líder de la Oposición de Singapur fue Lee Kuan Yew, del Partido de Acción Popular (PAP), tras las elecciones generales de 1955. Tras la victoria del PAP en las elecciones de 1959, Lee asumió como primer ministro, hasta ahora el único líder de la Oposición en lograrlo. El actual líder de la Oposición es Pritam Singh, del Partido de los Trabajadores (WP), tras su elección como presidente del partido el 8 de abril de 2018.
Hasta las elecciones generales de 2020, el cargo de líder de la Oposición se consideraba ceremonial y no oficial. Sin embargo, en una conferencia realizada por el primer ministro Lee Hsien Loong después de confirmarse los resultados, el jefe de gobierno anunció que Pritam Singh sería nombrado formalmente como el primer líder oficial de la oposición en Singapur. Como consecuencia, Singh recibiría el apoyo humano y los recursos adecuados para desempeñar el papel parlamentario. En otros países de la Mancomunidad de Naciones con un sistema parlamentario basado en el modelo Westminster, el nombramiento parlamentario del líder de la Oposición se apoya con una secretaría y adicionalmente se le da espacio de oficina en los edificios del Parlamento.
Debido a su estado anterior como un rol no oficial antes de 2020, el Líder de la Oposición no obtuvo ningún subsidio adicional en virtud de ocupar el cargo. Tenían derecho al subsidio de remuneración ordinario habitual otorgado a otros miembros regulares del Parlamento. Después de las elecciones generales de 2020, el Parlamento anunció que el líder de la Oposición gozaría de un salario particular de S$385,000 anuales, el doble que un parlamentario regular.

## Deberes y funciones
Desde 1955 y hasta 2020, el líder de la Oposición (LO) fue un cargo parlamentario informal que, por convención, se sienta en el lado izquierdo de la cámara del Parlamento, directamente frente al primer ministro. Con las reformas que institucionalizaron el cargo en 2020, se le otorgaron numerosas prerrogativas. Se espera que el LO lidere a la oposición en la presentación de puntos de vista alternativos en debates parlamentarios sobre políticas, proyectos de ley y mociones, y organice el escrutinio de las posiciones y acciones del Gobierno en el Parlamento y sea consultado sobre el nombramiento de miembros de la oposición en Comités Selectos, incluidos los Comités Permanentes de Selección como el Comité de Cuentas Públicas. Además de su función parlamentaria, el líder de la Oposición puede ser llamado a asumir otros deberes, como asistir a funciones oficiales del estado y participar en visitas y reuniones junto a miembros del Gobierno y el Servicio Público.
En el Parlamento, al LO generalmente se le otorgará el derecho de primera respuesta entre los miembros del Parlamento (MP) y de formular la pregunta principal a los Ministros sobre políticas, proyectos de ley y mociones, sujeto a las convenciones de oradores existentes. El LO también tendrá una duración de discurso más larga para los discursos, equivalente a la otorgada a los funcionarios políticos. Además de los datos o la información del gobierno disponibles para otros parlamentarios, el LO recibirá informes confidenciales del Gobierno sobre asuntos de seguridad nacional y relaciones externas, y en caso de una crisis o emergencia nacional. El LO tendrá una oficina y el uso de una sala de reuniones en la Casa del Parlamento . También recibirá subsidios para contratar hasta tres asistentes legislativos adicionales. Esto se suma a las asignaciones que reciben todos los parlamentarios por un Asistente Legislativo y un Asistente de Secretaria. El LO también contará con una secretaria para apoyarlo administrativamente en los asuntos parlamentarios.

## Lista de líderes de la oposición
| Líder                                                                           | Líder                                                                       | Líder                                                                       | Partido                                                                     | Inicio del mandato                                                          | Final de mandato                                                            | Parlamento/Elecciones                           | Primer ministro | Primer ministro          |
| ------------------------------------------------------------------------------- | --------------------------------------------------------------------------- | --------------------------------------------------------------------------- | --------------------------------------------------------------------------- | --------------------------------------------------------------------------- | --------------------------------------------------------------------------- | ----------------------------------------------- | --------------- | ------------------------ |
|                                                                                 |                                                                             | Lee Kuan Yew (1923-2015)                                                    | PAP                                                                         | 22 de abril de 1955                                                         | 31 de marzo de 1959                                                         | 1.era Asamblea Legislativa (1955)               |                 | David Saul Marshall (LF) |
| Lim Yew Hock (Alianza)                                                          |                                                                             | Lee Kuan Yew (1923-2015)                                                    | PAP                                                                         | 22 de abril de 1955                                                         | 31 de marzo de 1959                                                         | 1.era Asamblea Legislativa (1955)               |                 |                          |
|                                                                                 |                                                                             | Lee Kuan Yew (1923-2015)                                                    | PAP                                                                         | 22 de abril de 1955                                                         | 31 de marzo de 1959                                                         | 1.era Asamblea Legislativa (1955)               |                 |                          |
|                                                                                 |                                                                             | Lim Yew Hock (1914-1984)                                                    | Alianza                                                                     | 1 de julio de 1959                                                          | 3 de septiembre de 1963                                                     | 2.º Asamblea Legislativa (1959)                 |                 | Lee Kuan Yew (PAP)       |
|                                                                                 |                                                                             | Lim Huan Boon                                                               | BS                                                                          | 3 de septiembre de 1963                                                     | 31 de diciembre de 1965                                                     | 3.º Asamblea Legislativa 1.er Parlamento (1963) |                 | Lee Kuan Yew (PAP)       |
| Cargo vacante por el boicot del Frente Socialista a la legislatura (1966-1968). |                                                                             |                                                                             |                                                                             |                                                                             |                                                                             | 3.º Asamblea Legislativa 1.er Parlamento (1963) |                 | Lee Kuan Yew (PAP)       |
| Cargo vacante por no haber opositores electos en el parlamento (1968-1981).     | Cargo vacante por no haber opositores electos en el parlamento (1968-1981). | Cargo vacante por no haber opositores electos en el parlamento (1968-1981). | Cargo vacante por no haber opositores electos en el parlamento (1968-1981). | Cargo vacante por no haber opositores electos en el parlamento (1968-1981). | Cargo vacante por no haber opositores electos en el parlamento (1968-1981). | 2.º Parlamento (1968)                           |                 | Lee Kuan Yew (PAP)       |
| Cargo vacante por no haber opositores electos en el parlamento (1968-1981).     | Cargo vacante por no haber opositores electos en el parlamento (1968-1981). | Cargo vacante por no haber opositores electos en el parlamento (1968-1981). | Cargo vacante por no haber opositores electos en el parlamento (1968-1981). | Cargo vacante por no haber opositores electos en el parlamento (1968-1981). | Cargo vacante por no haber opositores electos en el parlamento (1968-1981). | 3.º Parlamento (1972)                           |                 | Lee Kuan Yew (PAP)       |
| Cargo vacante por no haber opositores electos en el parlamento (1968-1981).     | Cargo vacante por no haber opositores electos en el parlamento (1968-1981). | Cargo vacante por no haber opositores electos en el parlamento (1968-1981). | Cargo vacante por no haber opositores electos en el parlamento (1968-1981). | Cargo vacante por no haber opositores electos en el parlamento (1968-1981). | Cargo vacante por no haber opositores electos en el parlamento (1968-1981). | 4.º Parlamento (1976)                           |                 | Lee Kuan Yew (PAP)       |
| Cargo vacante por no haber opositores electos en el parlamento (1968-1981).     | Cargo vacante por no haber opositores electos en el parlamento (1968-1981). | Cargo vacante por no haber opositores electos en el parlamento (1968-1981). | Cargo vacante por no haber opositores electos en el parlamento (1968-1981). | Cargo vacante por no haber opositores electos en el parlamento (1968-1981). | Cargo vacante por no haber opositores electos en el parlamento (1968-1981). | 5.º Parlamento (1980)                           |                 | Lee Kuan Yew (PAP)       |
|                                                                                 |                                                                             | J. B. Jeyaretnam (1926-2008)                                                | WP                                                                          | 22 de diciembre de 1981                                                     | 4 de diciembre de 1984                                                      |                                                 |                 | Lee Kuan Yew (PAP)       |
| 25 de febrero de 1984                                                           | 10 de noviembre de 1986                                                     | J. B. Jeyaretnam (1926-2008)                                                | WP                                                                          | 6.º Parlamento (1984)                                                       |                                                                             |                                                 |                 | Lee Kuan Yew (PAP)       |
|                                                                                 |                                                                             | Chiam See Tong (n. 1935)                                                    | SDP                                                                         | 6.º Parlamento (1984)                                                       | 10 de noviembre de 1986                                                     | 17 de agosto de 1988                            |                 | Lee Kuan Yew (PAP)       |
| 9 de enero de 1989                                                              | 14 de agosto de 1991                                                        | Chiam See Tong (n. 1935)                                                    | SDP                                                                         | 7.º Parlamento (1988)                                                       |                                                                             |                                                 |                 | Lee Kuan Yew (PAP)       |
| 9 de enero de 1989                                                              | 14 de agosto de 1991                                                        | Chiam See Tong (n. 1935)                                                    | SDP                                                                         | 7.º Parlamento (1988)                                                       | Goh Chok Tong (PAP)                                                         |                                                 |                 |                          |
| 6 de enero de 1992                                                              | 17 de mayo de 1993                                                          | Chiam See Tong (n. 1935)                                                    | SDP                                                                         | 8.º Parlamento (1991)                                                       |                                                                             |                                                 |                 |                          |
|                                                                                 |                                                                             | Ling How Doong (n. 1934)                                                    | SDP                                                                         | 8.º Parlamento (1991)                                                       | 17 de mayo de 1993                                                          | 16 de diciembre de 1996                         |                 |                          |
|                                                                                 |                                                                             | Chiam See Tong (n. 1935)                                                    | SDP                                                                         | 26 de mayo de 1997                                                          | 18 de octubre de 2001                                                       | 9.º Parlamento (1997)                           |                 |                          |
|                                                                                 | SDA                                                                         | Chiam See Tong (n. 1935)                                                    | 25 de marzo de 2002                                                         | 20 de abril de 2006                                                         | 10.º Parlamento (2001)                                                      |                                                 |                 |                          |
|                                                                                 | SDA                                                                         | Chiam See Tong (n. 1935)                                                    | 25 de marzo de 2002                                                         | 20 de abril de 2006                                                         | 10.º Parlamento (2001)                                                      | Lee Hsien Loong (PAP)                           |                 |                          |
|                                                                                 |                                                                             | Low Thia Khiang (n. 1956)                                                   | WP                                                                          | 2 de noviembre de 2006                                                      | 19 de abril de 2011                                                         | 11.º Parlamento (2006)                          |                 |                          |
| 10 de octubre de 2011                                                           | 25 de agosto de 2015                                                        | Low Thia Khiang (n. 1956)                                                   | WP                                                                          | 12.º Parlamento (2011)                                                      |                                                                             |                                                 |                 |                          |
| 15 de enero de 2016                                                             | 8 de abril de 2018                                                          | Low Thia Khiang (n. 1956)                                                   | WP                                                                          | 13.º Parlamento (2015)                                                      |                                                                             |                                                 |                 |                          |
|                                                                                 |                                                                             | Pritam Singh (n. 1976)                                                      | WP                                                                          | 13.º Parlamento (2015)                                                      | 8 de abril de 2018                                                          | 24 de agosto de 2020 (oficialización del cargo) |                 |                          |
| 24 de agosto de 2020                                                            | En el cargo                                                                 | Pritam Singh (n. 1976)                                                      | WP                                                                          | 14.º Parlamento (2020)                                                      |                                                                             |                                                 |                 |                          |